# Groupe de NGC 812
Le groupe de NGC 812 comprend trois galaxies situées dans la constellation d'Andromède. La distance moyenne entre ce groupe et la Voie lactée est d'environ 70,5 Mpc (∼230 millions d'al). 

## Membres
Le tableau ci-dessous liste les trois galaxies du groupe indiquées dans l'article de A.M. Garcia paru en 1993. 
| Nom      | Class.   | Type                               | α (J2000.0)   | δ (J2000.0) | Vitesse radiale (km/s) | m               | Distance (Mpc) | Dimension (kal) |
| -------- | -------- | ---------------------------------- | ------------- | ----------- | ---------------------- | --------------- | -------------- | --------------- |
| NGC 812  | S pec    | Spirale                            | 02h 06m 51.5s | 44° 34′ 23″ | 5163 ± 10              | 11,3            | 72,9 ± 5,1     | 706             |
| NGC 846  | SB(rs)ab | Spirale barrée                     | 02h 12m 12.3s | 44° 34′ 06″ | 5118 ± 11              | 12,1            | 72,3 ± 5,1     | 162             |
| UGC 1686 | SABdm?   | Spirale intermédiaire magellanique | 02h 12m 03.5s | 46° 21′ 34″ | 4866 ± 8               | 11,804 ± 0,0071 | 68,6 ± 4,8     | 83              |

- 1 Dans le proche infrarouge.

Le site DeepskyLog permet de trouver aisément les constellations des galaxies mentionnées dans ce tableau ou si elles ne s'y trouvent pas, l'outil du site constellation permet de le faire à l'aide des coordonnées de la galaxie. Sauf indication contraire, les données proviennent du site NASA/IPAC.